# Papi (canción)
«Papi» es una canción interpretada por la actriz y cantante estadounidense Jennifer Lopez, incluida en el séptimo álbum de estudio de la cantante, Love? siendo esta la 11th consecutiva canción #1 en el Billboard Dance Chart de la cantante. Fue escrita por Bilal Hajji, Achraf Janussi, Novel Janussi, Jimmy Joker, RedOne y Geraldo Sandell, mientras que su producción musical estuvo a cargo de RedOne, BeatGeak y Jimmy Joker.

## Lista de canciones
- Descarga digital[1]

1. "Papi" – 3:40

- Digital Remix EP[2]

1. "Papi" (Rosabel Radio) – 3:24
2. "Papi" (Mixin Marc & Tony Svedja Radio) – 3:40
3. "Papi" (R3hab Radio) – 3:37
4. "Papi" (It's the DJ Kue Radio Mix!) – 3:53
5. "Papi" (Rosabel Vocal Club Mix) – 7:29
6. "Papi" (Mixin Marc & Tony Svedja Extended) – 6:33
7. "Papi" (R3hab Club) – 4:53
8. "Papi" (It's the DJ Kue Extended Mix!) – 5:34
9. "Papi" (Rosabel Attitude Dub) – 7:56
10. "Papi" (Mixin Marc & Tony Svedja Dub) – 6:17
11. "Papi" (R3hab Instrumental) – 4:53
12. "Papi" (It's the DJ Kue Instrumental!) – 5:35

## Posicionamiento en listas

### Semanales
| Lista (2011)                          | Mejor posición |
| ------------------------------------- | -------------- |
| Bélgica (Flandes) (Ultratop 50)       | 23             |
| Bélgica (Valonia) (Ultratop 50)       | 28             |
| Brasil (Billboard Brasil)             | 99             |
| Canadá (Canadian Hot 100)             | 50             |
| República Checa (Rádio Top 100)       | 19             |
| Finlandia (OFC)                       | 9              |
| Francia (SNEP)                        | 28             |
| Italia (FIMI)                         | 3              |
| Países Bajos (Mega Single Top 100)    | 68             |
| Polonia (Dance Top 50)                | 12             |
| Rumania (UPFR)                        | 75             |
| Rusia (NFPP)                          | 200            |
| Eslovaquia (Rádio Top 100)            | 12             |
| Corea del Sur (International Chart)   | 189            |
| España (Top 100 Canciones)            | 18             |
| Suiza (Schweizer Hitparade)           | 37             |
| Reino Unido (UK R&B Chart)            | 18             |
| Reino Unido (UK Singles Chart)        | 67             |
| Billboard Hot 100                     | 96             |
| Estados Unidos (Hot Dance Club Songs) | 1              |
| Latin Pop Songs (Billboard)           | 33             |
| Pop Songs (Billboard)                 | 33             |

## Sucesiones
| Predecesor: «Yoü and I» de Lady Gaga | Dance/Club Play Songs — Sencillo N° 1 5 de noviembre de 2011 — 12 de noviembre de 2011 | Sucesor: «Show Me» de Jessica Sutta |

## Historial de lanzamientos
| País           | Fecha                    | Formato                                   |
| -------------- | ------------------------ | ----------------------------------------- |
|                | 19 de abril de 2011      | Descarga digital                          |
| Estados Unidos | 13 de septiembre de 2011 | Digital remixes EP (Amazon.com. / iTunes) |
| Estados Unidos | 27 de septiembre de 2011 | Rhythmic and Mainstream airplay           |
| Reino Unido    | 31 de octubre de 2011    | Descarga digital                          |